# Повратак лопова
Повратак лопова је југословенски хумористичко-драмски филм снимљен 1998. године, који је режирао Мирослав Лекић, а сценарио је написала Биљана Максић по идеји Верослава Ранчића и Светислава Павловића.